# Josette Abondio
Josette Desclercs Abondio o Josette Abondio (1932) és una professora, escriptora i dramaturga de Costa d'Ivori.
Josette nasqué al 1932 a Costa d'Ivori i la seua primera llengua és francesa. En la seua infantesa esdevingué una lectora àvida. Treballà com a professora en ensenyament mitjà.
El 1993, va escriure Kouassi Koko... ma mère, la seua primera novel·la. La seua obra més reconeguda és del 1999, un llibre il·lustrat per a xiquets titulat Le rêve de Kimi. Fou la tercera presidenta de l'Associació d'Escriptors de Costa d'Ivori (AECI) de 1998 a 2000. En 2010, i treballà amb Flore Hazoumé en la revista Scrib Spiritualité. Al 2013, va obrir una llibreria a Abidjan.
És entusiasta de les arts marcials i és cinturó negre en karate.

## Obra
- Kouassi Koko...ma mère.  Edilis, 1993. ISBN 2909238075. OCLC 33194315.
- Le rêve de Kimi.  Editions Neter, 1999. ISBN 2844870236. OCLC 44010403.[3]
- Le jardin d'Adalou.  Les Classiques Ivoiriens, 2012. ISBN 9791090625136. OCLC 905395574.
- La dernière ruse de compère araignée.  Les Classiques Ivoiriens, 2013. ISBN 9791090625242. OCLC 957078090.
- Le royaume du cœur, 2013.[2]
- Tant qu'elle aimeà: Nouvelles.  Les Classiques Ivoiriens, 2015. ISBN 9782372230148. OCLC 956633971. Recull de contes.